# Miloslavov
Miloslavov é um município da Eslováquia, situado no distrito de Senec, na região de Bratislava. Tem 10,19 km² de área e sua população em 2019 foi estimada em 3469 habitantes.

## Demografia
| Ano:        | 1994 | 2004    | 2014     | 2024     |
| ----------- | ---- | ------- | -------- | -------- |
| Broj ljudi: | 751  | 999     | 2134     | 6548     |
| Razlika:    |      | +33,02% | +113,61% | +206,84% |

| Ano:               | 2023 | 2024   |
| ------------------ | ---- | ------ |
| Número de pessoas: | 6078 | 6548   |
| Diferença:         |      | +7,73% |